# Rock and Roll Hall of Fame
De Rock and Roll Hall of Fame is een museum in de Amerikaanse stad Cleveland in Ohio, gewijd aan het vastleggen van de geschiedenis van beroemde of invloedrijke rock-'n-rollmusici, -producers en anderen die hun stempel op dit muziekgenre hebben gedrukt.
Het gebouw, geopend op 2 september 1995, is gelegen aan de oever van het Eriemeer in Cleveland, ten oosten van het stadion van de Cleveland Browns en het Great Lakes Science Center. Architect I.M.Pei ontwierp het piramidevormige gebouw.

## Geschiedenis
De Rock and Roll Hall of Fame Foundation is opgericht door Ahmet Ertegün, Jann Wenner en Suzan Evans. De eerste bijeenkomst was op 23 januari 1986. Daarin werden de eerste namen toegelaten: Elvis Presley, Buddy Holly, Little Richard, Jerry Lee Lewis, The Everly Brothers, Chuck Berry en Fats Domino.  Sindsdien komt hier jaarlijks een beperkt aantal mensen of groepen bij via de Rock and Roll Hall of Fame Induction Ceremony in New York of Cleveland. 
Over de opname in de Hall of Fame beslissen ongeveer 600 musici en muziekdeskundigen. Een artiest of groep wordt pas 25 jaar na het uitkomen van de eerste opname gekwalificeerd.
Aanvankelijk had de organisatie nog geen gebouw. Verscheidene steden werden in overweging genomen voor de locatie van het museum waaronder Philadelphia, Memphis, Detroit, Cincinnati, New York en Cleveland. In 1993 werd begonnen met de bouw van het museum in laatstgenoemde stad.  Twee jaar later, op 2 september 1995, vond de openingsceremonie plaats met een benefietconcert en parade. Er waren optredens van o.a. James Brown, Bob Dylan, Jerry Lee Lewis, Aretha Franklin, Johnny Cash en Booker T. and the M.G.s.

## Leden
Jaar van toevoeging:

#### 1986
- Buddy Holly
- Chuck Berry
- Elvis Presley
- The Everly Brothers - Don Everly, Phil Everly
- Fats Domino
- James Brown
- Jerry Lee Lewis
- Little Richard
- Ray Charles
- Sam Cooke

#### 1987
- Aretha Franklin
- B.B. King
- Big Joe Turner
- Bill Haley
- Bo Diddley
- Carl Perkins
- Clyde McPhatter
- The Coasters - Carl Gardner, Cornell Gunter, Billy Guy, Will "Dub" Jones
- Eddie Cochran
- Jackie Wilson
- Marvin Gaye
- Muddy Waters
- Ricky Nelson
- Roy Orbison
- Smokey Robinson

#### 1988
- The Beach Boys - Mike Love, Brian Wilson, Carl Wilson, Al Jardine, Dennis Wilson
- The Beatles - John Lennon, Paul McCartney, George Harrison, Ringo Starr
- Bob Dylan
- The Drifters - Clyde McPhatter, Johnny Moore, Ben E. King, Gerhart Thrasher, Charlie Thomas, Rudy Lewis, Bill Pinkney
- The Supremes - Diana Ross, Florence Ballard, Mary Wilson

#### 1989
- Dion
- Otis Redding
- The Rolling Stones - Mick Jagger, Keith Richards, Brian Jones, Mick Taylor, Ron Wood, Bill Wyman, Ian Stewart, Charlie Watts
- Stevie Wonder
- The Temptations - Paul Williams, David Ruffin, Dennis Edwards, Eddie Kendricks, Otis Williams, Melvin Franklin

#### 1990
- Bobby Darin
- The Four Seasons - Frankie Valli, Tommy DeVito, Nick Massi, Bob Gaudio
- Four Tops - Levi Stubbs, Abdul "Duke" Fakir, Lawrence Payton, Renaldo "Obie" Benson
- Hank Ballard
- The Kinks - Ray Davies, Dave Davies, Pete Quaife, Mick Avory
- The Platters - Tony Williams, David Lynch, Herb Reed, Paul Robi, Zola Taylor
- Simon & Garfunkel - Paul Simon, Art Garfunkel
- The Who - Roger Daltrey, Pete Townshend, John Entwistle, Keith Moon

#### 1991
- The Byrds - Roger McGuinn, David Crosby, Gene Clark, Chris Hillman, Michael Clarke
- Ike & Tina Turner - Ike Turner, Tina Turner
- The Impressions - Jerry Butler, Curtis Mayfield, Sam Gooden, Arthur Brooks, Richard Brooks, Fred Cash
- Jimmy Reed
- John Lee Hooker
- LaVern Baker
- Wilson Pickett

#### 1992
- Bobby Bland
- Booker T. & the M.G.'s - Steve Cropper, Lewie Steinberg, Donald Dunn, Booker T. Jones, Al Jackson jr.
- The Isley Brothers - Ronald Isley, O'Kelly Isley jr., Rudolph Isley, Ernie Isley, Marvin Isley, Chris Jasper
- The Jimi Hendrix Experience - Jimi Hendrix, Noel Redding, Mitch Mitchell
- Johnny Cash
- Sam & Dave - Sam Moore, Dave Prater
- The Yardbirds - Keith Relf, Eric Clapton, Jeff Beck, Jimmy Page, Chris Dreja, Paul Samwell-Smith, Jim McCartry

#### 1993
- Cream - Eric Clapton, Jack Bruce, Ginger Baker
- Creedence Clearwater Revival - John Fogerty, Tom Fogerty, Stu Cook, Doug Clifford
- The Doors - Jim Morrison, Robby Krieger, Ray Manzarek, John Densmore
- Etta James
- Frankie Lymon & the Teenagers - Frankie Lymon, Herman Santiago, Jimmy Merchant, Joe Negroni, Sherman Garnes
- Ruth Brown
- Sly & the Family Stone - Sly Stone, Freddie Stone, Larry Graham, Rose Stone, Gregg Errico, Cynthia Robinson, Jerry Martini
- Van Morrison

#### 1994
- The Animals - Eric Burdon, Hilton Valentine, Chas Chandler, Alan Price, John Steel
- The Band - Robbie Robertson, Rick Danko, Richard Manuel, Garth Hudson, Levon Helm
- Bob Marley
- Duane Eddy
- Elton John
- Grateful Dead - Jerry Garcia, Bob Weir, Phil Lesh, Ron "Pigpen" McKernan, Tom Constanten, Keith Godchaux, Brent Mydland, Vince Welnick, Donna Godchaux, Bill Kreutzmann, Mickey Hart, Robert Hunter
- John Lennon
- Rod Stewart

#### 1995
- Al Green
- The Allman Brothers Band - Gregg Allman, Duane Allman, Dickey Betts, Berry Oakley, Butch Trucks, Jai Johanny "Jaimoe" Johanson
- Frank Zappa
- Janis Joplin
- Led Zeppelin - Robert Plant, Jimmy Page, John Paul Jones, John Bonham
- Martha & the Vandellas - Martha Reeves, Rosalind Ashford, Annette Beard, Betty Kelly, Lois Reeves
- Neil Young

#### 1996
- David Bowie
- Gladys Knight & the Pips - Gladys Knight, Merald "Bubba" Knight, William Guest, Edward Patten
- Jefferson Airplane - Marty Balin, Paul Kantner, Jorma Kaukonen, Grace Slick, Jack Casady, Spencer Dryden
- Little Willie John
- Pink Floyd - Syd Barrett, David Gilmour, Roger Waters, Richard Wright, Nick Mason
- The Shirelles - Shirley Owens, Doris Coley, Addie "Micki" Harris, Beverly Lee
- The Velvet Underground - Lou Reed, Sterling Morrison, John Cale, Maureen "Moe" Tucker

#### 1997
- Bee Gees - Robin Gibb, Barry Gibb, Maurice Gibb
- Buffalo Springfield - Stephen Stills, Neil Young, Richie Furay, Bruce Palmer, Dewey Martin
- Crosby, Stills & Nash - David Crosby, Stephen Stills, Graham Nash
- The Jackson 5 - Michael Jackson, Jackie Jackson, Tito Jackson, Jermaine Jackson, Marlon Jackson
- Joni Mitchell
- Funkadelic - George Clinton, Clarence "Fuzzy" Haskins, Calvin "Thang" Simon, Grady Thomas, Raymond Davis, Eddie Hazel, Garry Shider, Michael Hampton, Glenn Goins, Billy "Bass" Nelson, Cordell "Boogie" Mosson, William "Bootsy" Collins, Bernie Worrell, Walter "Junie" Morrison, Ramon "Tiki" Fulwood, Jerome "Bigfoot" Brailey
- The Rascals - Felix Cavaliere, Eddie Brigati, Gene Cornish, Dino Danelli

#### 1998
- Eagles - Glenn Frey, Bernie Leadon, Don Felder, Joe Walsh, Randy Meisner, Timothy B. Schmit, Don Henley
- Fleetwood Mac - Peter Green, Jeremy Spencer, Danny Kirwan, Lindsey Buckingham, Stevie Nicks, Christine McVie, John McVie, Mick Fleetwood
- Gene Vincent
- Lloyd Price
- The Mamas and the Papas - John Phillips, Michelle Phillips, Denny Doherty, Cass Elliot
- Santana - Carlos Santana, David Brown, Gregg Rolie, Michael Shrieve, Michael Carabello, José "Chepito" Areas

#### 1999
- Billy Joel
- Bruce Springsteen
- Curtis Mayfield
- Del Shannon
- Dusty Springfield
- Paul McCartney
- The Staple Singers - Roebuck "Pops" Staples, Cleotha Staples, Mavis Staples, Pervis Staples, Yvonne Staples

#### 2000
- Bonnie Raitt
- Earth, Wind & Fire - Maurice White, Philip Bailey, Johnny Graham, Al McKay, Verdine White, Larry Dunn, Ralph Johnson, Fred White, Andrew Woolfolk
- Eric Clapton
- James Taylor
- The Lovin' Spoonful - John Sebastian, Zal Yanovsky, Steve Boone, Joe Butler
- The Moonglows - Harvey Fuqua, Bobby Lester, Prentiss Barnes, Pete Graves, Billy Johnson

#### 2001
- Aerosmith - Steven Tyler, Joe Perry, Brad Whitford, Tom Hamilton, Joey Kramer
- The Flamingos - Sollie McElroy, Nate Nelson, Johnny Carter, Terry "Buzzy" Johnson, Zeke Carey, Tommy Hunt, Paul Wilson, Jake Carey
- Michael Jackson
- Paul Simon
- Queen - Freddie Mercury, Brian May, John Deacon, Roger Taylor
- Ritchie Valens
- Solomon Burke
- Steely Dan - Donald Fagen, Walter Becker

#### 2002
- Brenda Lee
- Gene Pitney
- Isaac Hayes
- Ramones - Joey Ramone, Johnny Ramone, Dee Dee Ramone, Tommy Ramone, Marky Ramone
- Talking Heads - David Byrne, Jerry Harrison, Tina Weymouth, Chris Frantz
- Tom Petty & the Heartbreakers - Tom Petty, Mike Campbell, Ron Blair, Howie Epstein, Benmont Tench, Stan Lynch

#### 2003
- AC/DC - Bon Scott, Brian Johnson, Angus Young, Malcolm Young, Cliff Williams, Phil Rudd
- The Clash - Joe Strummer, Mick Jones, Paul Simonon, Terry Chimes, Topper Headon
- Elvis Costello & the Attractions - Elvis Costello, Bruce Thomas, Steve Nieve, Pete Thomas
- The Police - Sting, Andy Summers, Stewart Copeland
- The Righteous Brothers - Bill Medley, Bobby Hatfield

#### 2004
- Bob Seger
- The Dells - Marvin Junior, Johnny Funches, Johnny Carter, Verne Allison, Mickey McGill, Chuck Barksdale
- George Harrison
- Jackson Browne
- Prince
- Traffic - Steve Winwood, Dave Mason, Jim Capaldi, Chris Wood
- ZZ Top - Billy Gibbons, Dusty Hill, Frank Beard

#### 2005
- Buddy Guy
- The O'Jays - Eddie Levert, Walter Williams, Bobby Massey, William Powell, Sammy Strain
- Percy Sledge
- The Pretenders - Chrissie Hynde, James Honeyman-Scott, Pete Farndon, Martin Chambers
- U2 - Bono, The Edge, Adam Clayton, Larry Mullen jr.

#### 2006
- Black Sabbath - Ozzy Osbourne, Tony Iommi, Geezer Butler, Bill Ward
- Blondie - Debbie Harry, Chris Stein, Frank Infante, Gary Valentine, Nigel Harrison, Jimmy Destri, Clem Burke
- Lynyrd Skynyrd - Ronnie Van Zant, Allen Collins, Gary Rossington, Ed King, Steve Gaines, Leon Wilkeson, Billy Powell, Bob Burns, Artimus Pyle
- Miles Davis
- Sex Pistols - Johnny Rotten, Steve Jones, Glen Matlock, Sid Vicious, Paul Cook

#### 2007
- Grandmaster Flash & the Furious Five - Cowboy, Melle Mel, The Kidd Creole, Mr. Ness/Scorpio, Rahiem, Grandmaster Flash
- Patti Smith
- R.E.M. - Michael Stipe, Peter Buck, Mike Mills, Bill Berry
- The Ronettes - Ronnie Spector, Estelle Bennett, Nedra Talley
- Van Halen - David Lee Roth, Sammy Hagar, Eddie Van Halen, Michael Anthony, Alex Van Halen

#### 2008
- The Dave Clark Five - Mike Smith, Lenny Davidson, Rick Huxley, Dave Clark, Denis Payton
- John Mellencamp
- Leonard Cohen
- Madonna
- The Ventures - Don Wilson, Bob Bogle, Nokie Edwards, Gerry McGee, Mel Taylor

#### 2009
- Bobby Womack
- Jeff Beck
- Little Anthony & the Imperials - Little Anthony, Clarence Collins, Tracey Lord, Glouster "Nat" Rogers, Ernest Wright jr., Sammy Strain
- Metallica - James Hetfield, Kirk Hammett, Cliff Burton, Jason Newsted, Robert Trujillo, Lars Ulrich
- Run-D.M.C. - Run, D.M.C., Jam Master Jay

#### 2010
- ABBA - Agnetha Fältskog, Anni-Frid Lyngstad, Benny Andersson, Björn Ulvæus
- Genesis - Peter Gabriel, Steve Hackett, Mike Rutherford, Tony Banks, Phil Collins
- The Hollies - Allan Clarke, Graham Nash, Terry Sylvester, Tony Hicks, Eric Haydock, Bernie Calvert, Bobby Elliott
- Jimmy Cliff
- The Stooges - Iggy Pop, Ron Asheton, James Williamson, Dave Alexander, Scott Asheton

#### 2011
- Alice Cooper - Alice Cooper, Michael Bruce, Glen Buxton, Dennis Dunaway, Neal Smith
- Darlene Love
- Dr. John
- Neil Diamond
- Tom Waits

#### 2012
- Beastie Boys - Ad-Rock, MCA, Mike D
- Donovan
- Guns N' Roses - Axl Rose, Slash, Izzy Stradlin, Duff McKagan, Dizzy Reed, Steven Adler, Matt Sorum
- Laura Nyro
- Red Hot Chili Peppers - Anthony Kiedis, Hillel Slovak, John Frusciante, Josh Klinghoffer, Flea, Jack Irons, Cliff Martinez, Chad Smith
- Small Faces - Steve Marriott, Rod Stewart, Ron Wood, Ronnie Lane, Ian McLagan, Kenney Jones
- The Blue Caps - Tommy Facenda, Cliff Gallup, Johnny Meeks, Willie Williams, Paul Peek, Jack Neal, Bobby Jones, Dickie Harrell
- The Comets - Billy Williamson, Danny Cedrone, Franny Beecher, Marshall Lytle, Al Rex, Johnny Grande, Dick Richards, Ralph Jones, Joey Ambrose, Rudy Pompilli
- The Crickets - Niki Sullivan, Sonny Curtis, Joe B. Mauldin, Jerry Allsion
- The Famous Flames - Bobby Byrd, Johnny Terry, Bobby Bennett, Lloyd Stallworth
- The Midnighters - Henry Booth, Lawson Smith, Charles Sutton, Sonny Woods, Norman Thrasher, Arthur Porter, Cal Green, Billy Davis
- The Miracles - Claudette Rogers, Bobby Rogers, Ronnie White, Warren "Pete" Moore, Marv Tarplin

#### 2013
- Albert King
- Donna Summer
- Heart - Ann Wilson, Nancy Wilson, Roger Fisher, Steve Fossen, Howard Leese, Michael Derosier
- Public Enemy - Chuck D, Flavor Flav, Professor Griff, Terminator X
- Randy Newman
- Rush - Geddy Lee, Alex Lifeson, Neil Peart

#### 2014
- Cat Stevens
- Hall & Oates - Daryl Hall, John Oates
- Kiss - Paul Stanley, Ace Frehley, Gene Simmons, Peter Criss
- Linda Ronstadt
- Nirvana - Kurt Cobain, Krist Novoselic, Dave Grohl
- Peter Gabriel

#### 2015
- Bill Withers
- Green Day - Billie Joe Armstrong, Mike Dirnt, Tré Cool
- Joan Jett and the Blackhearts - Joan Jett, Ricky Byrd, Gary Ryan, Kenny Laguna, Lee Crystal
- Lou Reed
- Paul Butterfield Blues Band - Paul Butterfield, Mike Bloomfield, Elvin Bishop, Jerome Arnold, Mark Naftalin, Sam Lay, Billy Davenport
- Stevie Ray Vaughan & Double Trouble - Stevie Ray Vaughan, Tommy Shannon, Reese Wynans, Chris Layton

#### 2016
- Cheap Trick - Robin Zander, Rick Nielsen, Tom Petersson. Bun E. Carlos
- Chicago - Terry Kath, Peter Cetera, Robert Lamm, Danny Seraphine, Lee Loughnane, James Pankow, Walter Parazaider
- Deep Purple - Rod Evans, Ian Gillan, David Coverdale, Ritchie Blackmore, Roger Glover, Glenn Hughes, Jon Lord, Ian Paice
- N.W.A - Eazy-E, Ice Cube, MC Ren, Dr. Dre, DJ Yella
- Steve Miller

#### 2017
- 2Pac
- Electric Light Orchestra - Jeff Lynne, Roy Wood, Richard Tandy, Bev Bevan
- Joan Baez
- Journey - Gregg Rolie, Steve Perry, Neal Schon, Ross Valory, Jonathan Cain, Aynsley Dunbar, Steve Smith
- Pearl Jam - Eddie Vedder, Mike McCready, Stone Gossard, Jeff Ament, Dave Krusen, Matt Cameron
- Yes - Jon Anderson, Steve Howe, Trevor Rabin, Chris Squire, Tony Kaye, Rick Wakeman, Bill Bruford, Alan White

#### 2018
- Bon Jovi - Jon Bon Jovi, Richie Sambora, Alec John Such, Hugh McDonald, David Bryan, Tico Torres
- The Cars - Ric Ocasek, Elliot Easton, Benjamin Orr, Greg Hawkes, David Robinson
- Dire Straits - Mark Knopfler, David Knopfler, John Illsley, Alan Clark, Guy Fletcher, Pick Withers
- The Moody Blues - Ray Thomas, Denny Laine, Justin Hayward, John Lodge, Mike Pinder, Graeme Edge
- Nina Simone

#### 2019
- The Cure - Robert Smith, Porl Thompson, Reeves Gabrels, Michael Dempsey, Simon Gallup, Roger O'Donnell, Perry Bamonte, Lol Tolhurst, Boris Williams, Jason Cooper
- Def Leppard - Joe Elliott, Pete Willis, Steve Clark, Phil Collen, Vivian Campbell, Rick Savage, Rick Allen
- Janet Jackson
- Radiohead - Thom Yorke, Jonny Greenwood, Ed O'Brien, Colin Greenwood, Philip Selway
- Roxy Music - Bryan Ferry, Phil Manzanera, Graham Simpson, John Gustafson, Brian Eno, Eddie Jobson, Paul Thompson, Andy Mackay
- Stevie Nicks
- The Zombies - Colin Blunstone, Paul Atkinson, Chris White, Rod Argent, Hugh Grundy

#### 2020
- Depeche Mode - Dave Gahan, Martin Gore, Andy Fletcher, Vince Clarke, Alan Wilder
- The Doobie Brothers - Patrick Simmons, Tom Johnston, Jeff "Skunk" Baxter, John McFee, Tiran Porter, Michael McDonald, John Hartman, Michael Hossack, Keith Knudsen
- Nine Inch Nails - Trent Reznor, Danny Lohner, Robin Finck, Alessandro Cortini, Atticus Ross, Chris Vrenna, Ilan Rubin
- The Notorious B.I.G.
- T. Rex - Marc Bolan, Steve Currie, Mickey Finn, Bill Legend
- Whitney Houston

#### 2021
- Tina Turner
- Todd Rundgren
- Carole King
- Jay-Z
- The Go-Go's - Belinda Carlisle, Charlotte Caffey, Jane Wiedlin, Kathy Valentine, Gina Schock
- Foo Fighters - Dave Grohl, Pat Smear, Chris Shiflett, Rami Jaffee, Nate Mendel, Taylor Hawkins

#### 2022
- Carly Simon
- Lionel Richie
- Dolly Parton
- Eurythmics - Annie Lennox, Dave Stewart
- Eminem
- Duran Duran - Simon Le Bon, Warren Cuccurullo, Nick Rhodes, Andy Taylor, John Taylor, Roger Taylor
- Pat Benatar - Pat Benatar, Neil Giraldo

#### 2023
- The Spinners - John Edwards, Henry Fambrough, Billy Henderson, Pervis Jackson, Bobby Smith, Philippé Wynne
- Rage Against the Machine - Zack de la Rocha, Tom Morello, Tim Commerford, Brad Wilk
- Willie Nelson
- George Michael
- Missy Elliott
- Sheryl Crow
- Kate Bush

#### 2024
- Mary J. Blige
- Cher
- Dave Matthews Band
- Foreigner
- Peter Frampton
- Kool & The Gang
- Ozzy Osbourne
- A Tribe Called Quest
- Jimmy Buffett (postuum)
- MC5
- Dionne Warwick
- Norman Whitfield (postuum)
- Alexis Korner (postuum)
- John Mayall (postuum)
- Big Mama Thornton (postuum)
- Suzanne de Passe